# Elizabeth Kaitan
Elizabeth Kaitan (Manhattan, 19 luglio 1960) è un'attrice e modella ungherese naturalizzata statunitense.
Ha recitato in parecchi film, tra i quali Venerdì 13 parte VII - Il sangue scorre di nuovo, Assault of the Killer Bimbos, Slave Girls from Beyond Infinity, Necromancer e Un poliziotto sull'isola insieme a Franco Columbu è apparsa anche come segretaria nel film I gemelli con Arnold Schwarzenegger e Danny DeVito. Nel corso della sua carriera ha usato diversi nomi, tra cui Elizabeth Cayton e Betsey Johnson in più di un film quali Necromancer, La ragazza che voglio e Scandalous Simone e alcuni altri.

## Biografia
Cresciuta a New York a partire dall'età di 8 anni, fin dall'infanzia ha sempre avuto la passione per il cinema. In seguito si trasferì a Manhattan all'età di 18 anni per studiare recitazione dove recitò William Shakespeare. Finito il corso, nel 1980 fu notata dalla Bonnie Kay Agency che la assunse come modella pubblicitaria in qualche spot e fu così che cominciò a farsi strada nel mondo dello spettacolo per un periodo.

## Carriera
Debutta come attrice nel 1981 in un cameo nella commedia Waitress! di Michael Herz e Lloyd Kaufman, successivamente viene presa da Woody Allen nel 1983 in Zelig per interpretare una piccola parte di una ragazza tedesca. In seguito lavorerà in altri film sempre in ruoli minori come Violenza, Silent Madness, Alba selvaggia e Thunder Run, fino a quando nel 1987 ottiene il primo ruolo da protagonista in Silent Night, Deadly Night 2. Sempre nello stesso anno avrà il suo primo successo cinematografico nell'erotico Slave Girls from Beyond Infinity, film che le dà una certa popolarità tra i B-movie. l'anno seguente interpreta Julie Johnson in Necromancer, una studentessa che viene violentata da tre bulli che poi per ottenere la vendetta per ciò che gli avevano fatto si rivolge ad un negromante. Nel 1989 recita nell'horror Nightwish al fianco di Brian Thompson. Nel 1991 inizia a far parte della saga poliziesca Vice Academy dal terzo capitolo in poi, serie di film che contribuiranno non poco a renderla tra il pubblico amatoriale popolare. Sempre nello stesso periodo ha preso parte in film importanti come Venerdì 13 parte VII - Il sangue scorre di nuovo, Assault of the Killer Bimbos e I gemelli in un cameo, senza dimenticare Aftershock con John Saxon. In successione viene chiamata in Italia nel 1992 per girare il film Il ritmo del silenzio che però non riscuoterà successo come si aspettava il regista Andreas Marfori. Ritornerà in Italia a breve dopo aver recitato in qualche produzione minore nel 1994 in Un poliziotto sull'isola insieme a Franco Columbu, in un cast che si avalla della presenza di Arnold Schwarzenegger dove viene narrata la vicenda di una Sardegna in preda ai trafficanti di droga. I suoi ultimi lavori cinematografici degni di nota sono stati Petticoat Planet, film che l'ha vista cimentarsi per la prima volta in un western, e South Beach Academy. Dal 1999 ha deciso di ritirarsi dalle scene per dedicarsi alla vita privata e alla sua famiglia.
È considerata un'icona femminile nel suo genere.

### Vita privata
Vive a Los Angeles, sposata con lo sceriffo Ruiz. Dal 2006 lavora come segretaria per il politico David Horowitz.

## Filmografia

### Cinema
- Waitress!, regia di Michael Herz e Lloyd Kaufman (1981)
- Zelig, regia di Woody Allen (1983)
- Violenza, regia di Richard Cannistraro (1984)
- Anime gemelle (The Lonely Guy), regia di Arthur Hiller (1984)
- Silent Madness, regia di Simon Nuchtern (1984)
- Alba selvaggia (Savage Dawn) regia di Simon Nuchtern (1985)
- Thunder Run, regia di Gary Hudson (1986)
- Silent Night, Deadly Night 2, regia di Lee Harry (1987)
- Slave Girls from Beyond Infinity, regia di Ken Dixon (1987)
- Assault of the Killer Bimbos, regia di Anita Rosenberg (1988)
- Venerdì 13 parte VII - Il sangue scorre di nuovo, regia di John Carl Buechler (1988)
- I gemelli (Twins), regia di Ivan Reitman (1988)
- Necromancer, regia di Dusty Nelson (1988)
- Roller Blade Warriors: Taken by Force, regia di Donald Jackson (1989)
- Night Club, regia di Michael Keusch (1989)
- Dr. Alien - Dallo spazio per amore (Dr. Alien), regia di David DeCoteau (1989)
- Under the Boardwalk, regia di Fritz Kiersch (1989)
- Aftershock, regia di Frank Harris (1990)
- Nightwish, regia di Bruce Cook (1990)
- La ragazza che voglio, (The Girl I Want), regia di David DeCoteau (1990)
- Lockdown, regia di Frank Harris (1990)
- Scandalous Simone, regia di Peter Balakoff (come Ted Roter) (1991)
- Vice Academy Part 3, regia di Rick Sloane (1991)
- Hellroller, regia di Gary Levinson (1992)
- Il ritmo del silenzio, regia di Andrea Marfori (1992)
- Good Girls Don't, regia di Rick Sloane (1993)
- Night Realm, regia di Michael Meyer (1994)
- Un poliziotto sull'isola (Beretta's Island), regia di Michael Preece (1994)
- Vice Academy: Part 4, regia di Rick Sloane (1995)
- Vice Academy: Part 5, regia di Rick Sloane (1996)
- Virtual Encounters, regia di Cybil Richards (1996)
- Spia e lascia spiare, (Spy Hard) regia di Rick Friedberg (1996)
- South Beach Academy, regia di Joe Esposito (1996)
- Petticoat Planet, regia di David DeCoteau (come Ellen Cabot) (1996)
- Il museo del sesso, (The Exotic House of Wax), regia di Cybil Richards (1997)
- Vice Academy: Part 6, regia di Rick Sloane (1998)
- Veronica 2030, regia di Gary Graver (1999)

### Televisione
- Trackdown: Finding the Goodbar Killer, regia di Bill Persky - film TV (1983)
- Love Street - Serie TV, 1 episodio (1994)

## Voci italiane
Gli è stata data la voce da diversi doppiatori tra cui l'esuberante Giuppy Izzo.

## Giornali
- L'ecran fantastique Maggio 1988